# Арменистика

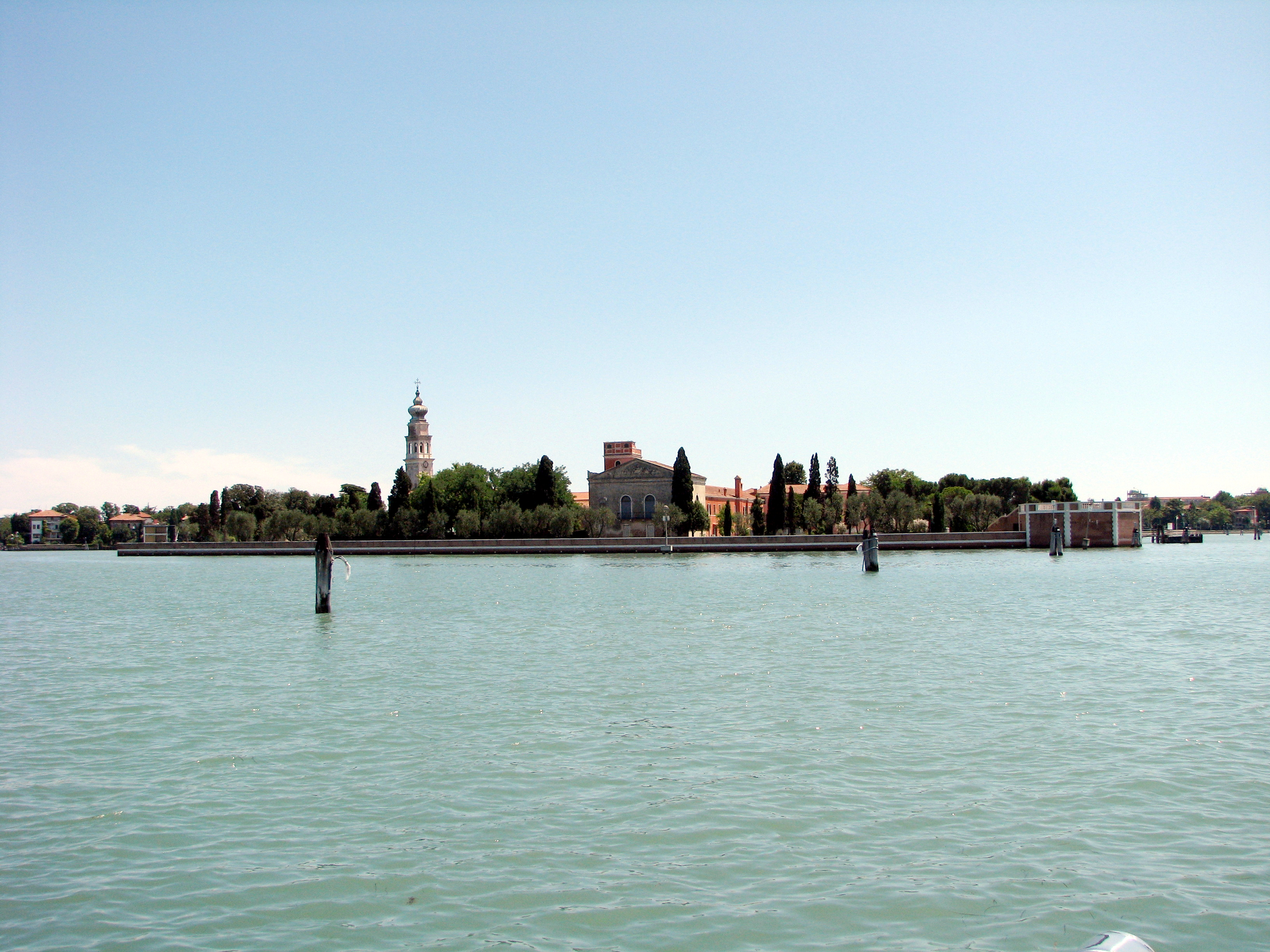
Мхитаристское аббатство в Венеции — один из центров развития арменистики с начала XVIII века

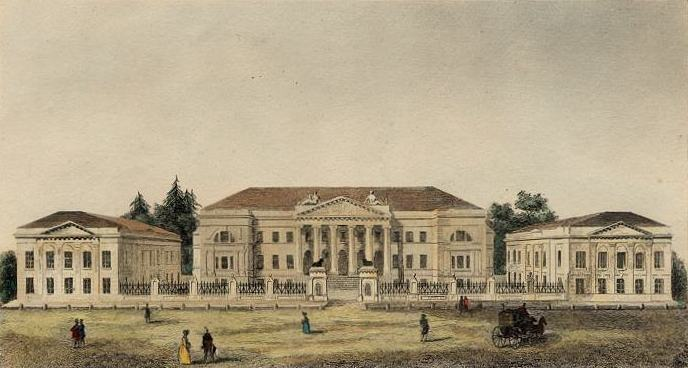
Лазаревский институт восточных языков

Арменистика, арменология, арменоведение (арм. Հայագիտություն, англ. Armenology) — раздел науки, занимающейся изучением армянского языка, истории и культуры армянского народа.

## История
Как самостоятельная наука арменистика формировалась в XVII—XVIII веках, хотя интерес к Армении и армянскому народу наблюдался ещё с античности. До XX века арменистика развивалась в основном за пределами Армении — в Европе и России. Среди главных его центров — Венеция, Вена, Москва, Санкт-Петербург, Тифлис, Константинополь, Париж, Лондон, Берлин, Лейпциг, в самой Армении — Вагаршапат. Арменистика тесно взаимосвязана с византистикой, кавказоведением, урартологией, востоковедением и другими направлениями науки.

### Лингвистика
Уже на рубеже XVII—XVIII веков армянские мыслители работают на подступах к сравнительно-историческому языкознанию (научное изучение армянского языка берёт начало с V века). В арменистике лингвистика бурно развивается также в XVIII—XIX веках. Она достигает нового уровня благодаря Мхитару Себастаци, Геворгу Чамичяну, Габриэлю Аветикяну, А. Айтиняну, Арсену Багратуни и др. В развитии лексикографии значительный вклад внесли М. Себастаци, Г. Аветикян, Г. Сюрмелян, М. Авгерян, М. Каджуни, М. Магак-Теопилянц, М. Бжшкян, М. Потурян, М. Джахджахян, Г. Авгерян, А. Азарян, А. Дузян, Е. Франгян, Г. Дагбашян, Т. Толакидес (Чолагян) и др. Сравнительно-историческое изучение армянского языка развивается в трудах Г. Петермана, Ф. Виндшмана, Ф. Боппе, Ф. Мюллера, П. Лагарда, К. Патканова, С. Тервишяна, М. Лауера, С. Бугге, Г. Хюбшмана, и др. Особую заслугу в армянской лингвистике имеет А. Мейе. Среди других видных исследователей армянского языка следует отметить Г. Ачаряна, М. Абегяна, П, Енсенса, М. Битнера, К. Броскельмана, Г. Батрупяна, Г. Петерсена и др.

### Источниковедение
Один из центральных вопросов арменистики являлось научное изучение, издание и переводы древнеармянских историков. Изданием в Амстердаме в 1695 году «Истории Армении» Мовсеса Хоренаци берёт начало армянское научное источниковедение. В этой области арменистики значительный вклад внесли К. Патканян, М. Эмин, Г. Алишан, М. Абегян, Г. Ачарян, В. Лангула, М. Чамчян, Г. Инчичян, Сен-Мартен, Ф. Конибер, Н. Бюзандаци, Г. Ташчян, М. Броссе, Г. Маркварт и др.

### География
Ещё в конце XVIII века С. Агонц и Г. Инчичян предпринимают работу над созданием многотомника «География мира из четырех частей» (т. 1—10, 1802—1806), с которого начинается новый этап научного изучения географии Армении (ещё с средневековья были известны «Ашхарацуйц» Ширакаци, «География» Аревелци и др.). В этой области особый вклад внес Г. Алишан, автор трудов «Топонимика Великой Армении» (1853), «Сисеван» (1885), «Ширак» (1881) «Айрарат» (1890), «Сисакан» (1893) и т. д.

### Этнография и филология
Берёт начало с Мхитаристов, особо развивается с 1870-х гг., когда Гарегин Срвандзтянц собрал и издал из разных провинций исторической Армении богатые этнографические и филологические материалы («Гроц-броц», 1874, «Хноц ев нороц», 1874, «Манана», 1876, «Амов-отов», 1884, «Торос Ахбар», т. 1—2, 1879—1887). В дальнейшем значительную работу делают Мкртич Хримян, Г. Шеренц, М. Мирахорян, Г. Чаникян, Е. Лалаян, Ф. Лнорман, Ж. Морган и др.

### Историческая наука
Новое научное изучение истории Армении было сформировано в начале XVIII века. Венецианский мхитарист Микаэль Чамчян на основе армянских и других исторических источников пишет всеобщую историю Армении от начала до XVIII столетия («История Армении», т. 1—3, 1784—1786). Во многих вопросах политической истории данный труд сохраняет свою научную ценность и по ныне. В дальнейшем всеобщую историю Армении писали Г. Гатрчян, С. Паласанян, К. Костанянц, К. Басмаджян, М. Орманян, Г. Гелцер, Ж. де Морган, Ф. Турнбиз, и др.. Отдельным эпохам истории Армении относятся труды А. Гарагашяна, Г. Астуряна, Г. Халатянца, Г. Сантлчяна, Н. Акиняна, Н. Адонца, М. Казаряна, Г. Топчяна, Г. Аслана, Ф. Форера, К. Гютербока и др.. Были созданы ценные труды посвященные экономическим, культурным и др. отдельным аспектам истории армянского народа (Е. Хубов, Г. Шаххатунян, С. Джалалянц, Г. Забаналян, Г. Арцруни, С. Егиазаров, К. Тер-Мкртчян, А. Ерицян, К. Езян, В. Зардарян, Лео, А. Заминян, И. Джавахов, Ш. Диль, К. Эксхард, В. Бернхард, В. Брюсов и др.). Истории армянских колоний посвящены труды М. Бжкяна, А. Алтуняна, Г. Тер-Ованянца, Г. Шермазаняна, М. Сета, К. Кушнеряна, Г. Говрикяна, Е. Шахазиза, Д. Петикяна, Н. Агазарма, С. Габамачяна, М. Гаспаряна, А. Теодоровича, Х. Лукача, Ф. Бишофа, С. Баронча, Б. Антоновича, Ф. Бруна, Н. Йорга и др.

### Археология
В Армении археологические работы были предприняты ещё в начале XIX века, однако первые серьёзные раскопки начались только с 1870-х годов. Особо важными оказались раскопки Николая Марра в Ани (1892—1893, 1904—1917) а также В. Белки и К. Хехман-Хаупта в Топрак-Кале (Ван). В этой сфере важную роль играли А. Калантар (руководил раскопками в Ани в 1914 году, а затем и во многиx регионаx Армении, основал кафедру археологии в Ереванском университете), Т. Тороманян и другие.

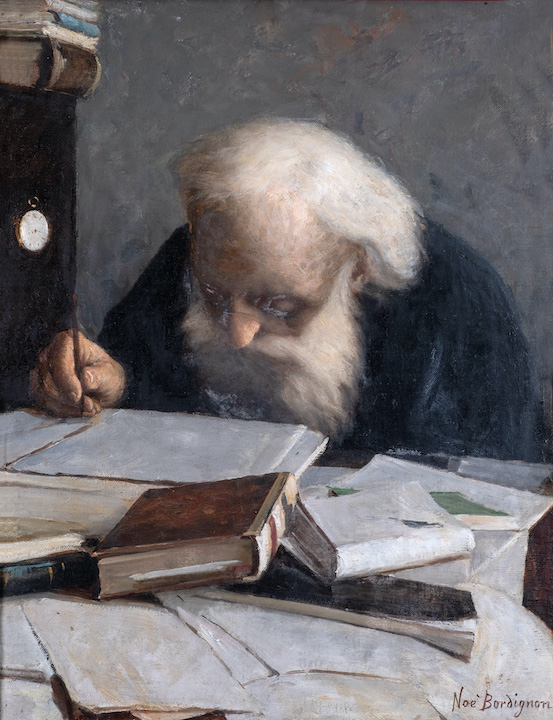
Гевонд Алишан
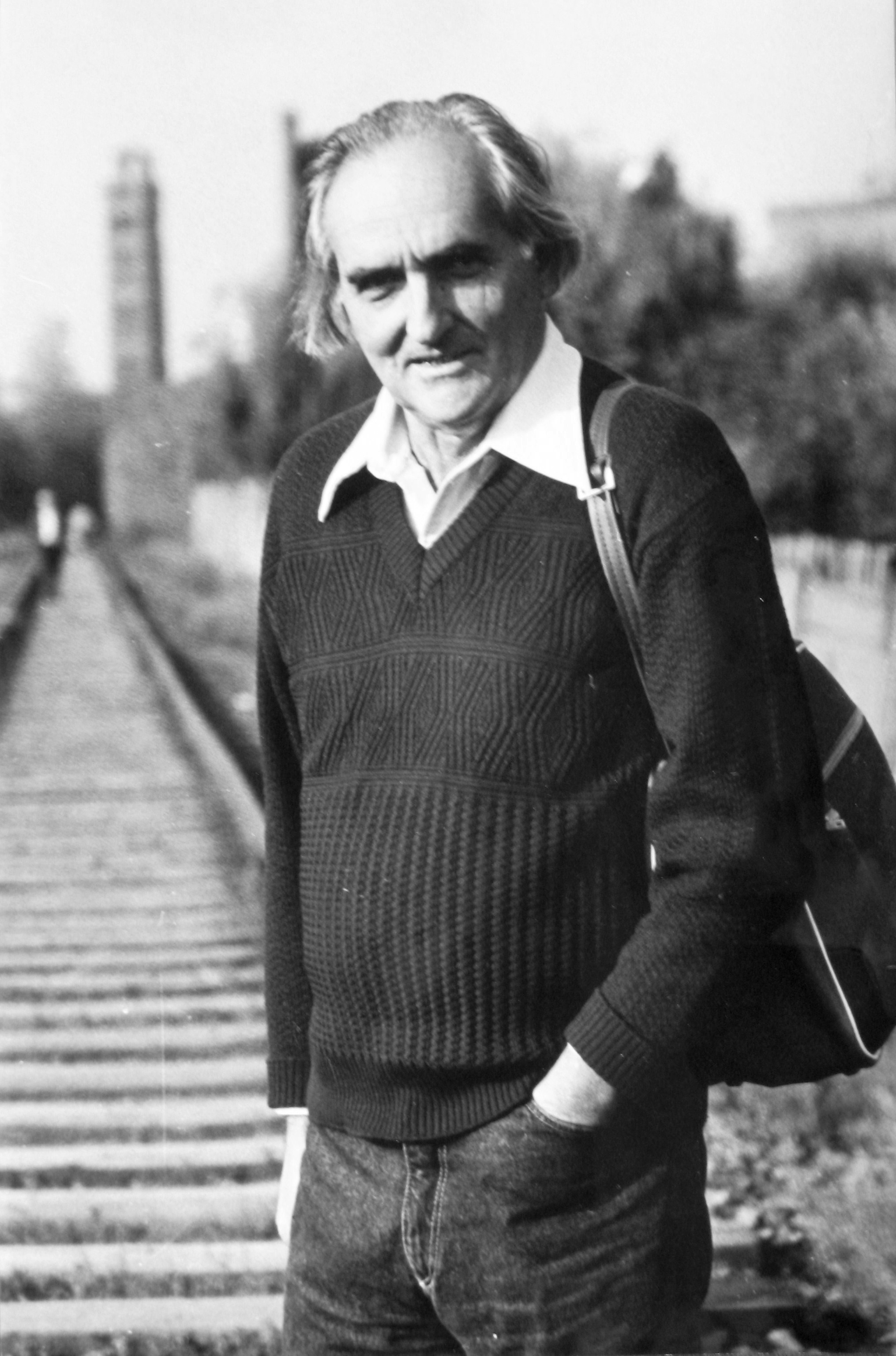
Ярослав Дашкевич
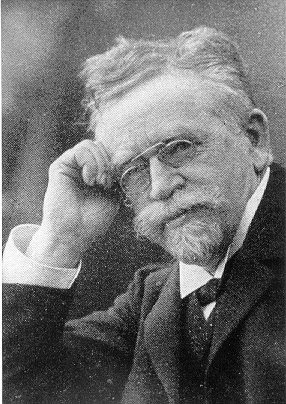
Немецкий арменолог Генрих Хюбшман

## Арменистические центры, ассоциации и программы

### Армения
- Институт древних рукописей Матенадаран имени св. Месропа Маштоца
- Институт истории НАН Республики Армения
- Институт Арменоведческих исследований ЕГУ Архивная копия от 28 марта 2014 на Wayback Machine
- Международный армянский центр политических исследований Архивная копия от 9 января 2015 на Wayback Machine (AIPRG)

### Европа и США
- Арменистическая программа Архивная копия от 9 января 2015 на Wayback Machine Мичиганского университета
- Арменистическая программа Оксфордского университета
- Программа изучения армянского языка Архивная копия от 12 декабря 2013 на Wayback Machine Колумбийского университета
- арменоведческий отдел Парижского национального института восточных языков и цивилизаций[5]
- кафедра армянского языка и литературы Провансальского университета[5]
- кафедра армянского языка и литературы университета имени Ка-Фоскари[5]
- кафедра арменоведения филологического факультета Болонского университета[5]
- арменоведческий отдел Лувенского католического университета[5]
- арменоведческий отдел Зальцбургского университета[5]
- Арменистика и кавказоведение Софийский университет
- Международная арменистическая ассоциация Архивная копия от 28 июля 2017 на Wayback Machine (AIEA)
- Национальная ассоциация арменистических исследований Архивная копия от 1 мая 2010 на Wayback Machine (NAASR)
- Арменологический национальный центр Архивная копия от 12 июля 2010 на Wayback Machine (ARNC)
- Армянский национальный институт Архивная копия от 24 декабря 2019 на Wayback Machine (ANI), Вашингтон, США
- Институт Комитас Архивная копия от 25 января 1999 на Wayback Machine, Лондон, Великобритания
- Программа армянских исследований Архивная копия от 9 января 2015 на Wayback Machine, Лондон, Великобритания
- Институт Зоряна, Массачусетс, США
- Общество армянских исследований Архивная копия от 9 января 2015 на Wayback Machine Калифорния, США
- Национальный институт восточных языков и культур (Париж)  — история арменоведения в ВУЗе берет свое начало в 1798 году. Кафедра арменоведения является единственной в мире за пределами Армении, которая предлагает комплексную учебную программу, охватывающую широкий спектр дисциплин (язык, лингвистика, древняя, средневековая, новая и новейшая история, история искусств, социальная антропология, литература, перевод), с первого года обучения по степени бакалавра до докторантуры, открытую как для начинающих, так и для продвинутых носителей языка и подтвержденную широким спектром исследовательских и профессиональных дипломов[6]. В апреле 2023 года стало известно, что при поддержке международной организации сотрудничества для решения проблемы защиты культурного наследия в зонах конфликта (ALIPH) и «Фонда Галуста Гюльбенкяна» факультет запускает программу «The Armenian Monument Watch project». Цель программы категоризация и мониторинг состояния армянского культурного наследия попавшего под контроль Азербайджана[6]*

### Другие страны
- Арменистическая программа Архивная копия от 24 мая 2011 на Wayback Machine Еврейского университета Иерусалима
- Институт Хайказян , Бейрут, Ливан

## Периодические издания

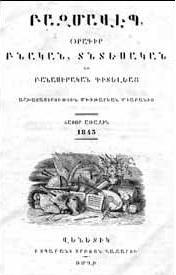
Журнал «Базмавеп» (1845)

- Базмавеп  — с 1843 года, Венеция, Италия
- Сион Архивная копия от 1 октября 2016 на Wayback Machine — с 1866 года, Иерусалим
- Андес Амсоря  — с 1887 года, Вена, Австрия
- Revue des Études Arméniennes  — 1920 года, Париж, Франция
- Вестник общественных наук Архивная копия от 21 сентября 2013 на Wayback Machine — с 1940 года, Ереван, Армения
- Вестник Матенадарана — с 1941 года, Ереван, Армения
- Эчмиадзин — с 1944 года, Вагаршапат, Армения
- Историко-филологический журнал Архивная копия от 22 сентября 2013 на Wayback Machine — с 1958 года, Ереван, Армения
- Вестник Ереванского университета — с 1967 года, Ереван, Армения
- Айказян айагитакан андес  — с 1970 года, Бейрут, Ливан
- Journal of the Society for Armenian Studies Архивная копия от 9 января 2015 на Wayback Machine — с 1984 года, Фресно, США

## Известные арменисты
- Александр Каджан
- Генрих Хюбшман
- Йозеф Маркварт
- Марий Броссе
- Николай Марр (научную ценность представляют лишь ранние работы, до 1923 года[7])
- Николай Адонц
- Гевонд Алишан
- Магакия Орманян
- Степан Малхасянц
- Нина Гарсоян
- Рачья Бартикян
- Джеймс Роберт Рассел[англ.]
- Александр Каковкин
- Ярослав Дашкевич
- Хольгер Педерсен
- Чарльз Доусетт[англ.]
- Ваида Арутюнова-Фиданян
- Герасим Эзов
- Питер Харанис
- Александр Корнилов
- Тео ван Линт
- Шарль Рену